# Гримакко
Гримакко, Ґримакко (італ. Grimacco) — муніципалітет в Італії, у регіоні Фріулі-Венеція-Джулія,  провінція Удіне.
Гримакко розташоване на відстані близько 490 км на північ від Рима, 60 км на північ від Трієста, 28 км на схід від Удіне.
Населення — 351 особа (2014).
Щорічний фестиваль відбувається 14 лютого. Покровитель — святий Валентин.

## Демографія
Населення за роками:

Станом на 1 січня 2023 року в муніципалітеті офіційно проживало 9 іноземців з 6 країн, серед них 6 громадян країн Євросоюзу.

## Сусідні муніципалітети
- Канале-д'Ізонцо
- Капоретто
- Дренкія
- Сан-Леонардо
- Савонья
- Стренья